# Торговое представительство РСФСР и СССР в Италии
Торговое представительство РСФСР в Италии —  институт по защите и охране экономических, культурных и прочих интересов РСФСР.

## История
Восстановление торговых отношений между РСФСР и Италией можно отнести к 29 марту 1920 года. Тогда в Копенгагене, проездом в Англию, делегацией кооперативного общества «Центросоюз» РСФСР, под руководством наркома торговли и промышленности Л.Б. Красина и лигой кооперативов Италии было подписано соглашение о возобновлении торгового обмена. Данный документ можно отнести к разряду межправительственных, поскольку соглашение подлежало обязательной ратификации соответствующими государственными органами. Итальянские промышленники к 1920 году наименее других пострадали при утере своего имущества и капиталов в России, в связи с этим создавались хорошие предпосылки для развития взаимовыгодных торговых отношений. Первые межгосударственные торговые сделки были осуществлены под руководством полпреда РСФСР в Италии, члена кооперативного общества «Центросоюз» В.В. Воровского.
 Во время экономической блокады против РСФСР большевиками проводилась маскировка своей внешнеторговой деятельности, при этом создавалась видимость участия лишь кооперации.  Формально членами «Центросоюза» считались все уполномоченные НКВТ РСФСР, во главе с наркомом внешней торговли Красиным. В декабре 1920 года в Риме было открыто Полномочное Представительство РСФСР. В феврале 1921 года на основе которого было открыто и Торговое Представительство РСФСР. Основными задачами торгового представительства в то время были: проведение анализа экономической ситуации, содействие в заключении торговых сделок, контроль над изменениями в международном праве, решение торговых конфликтов,  составление базы перспективных поставщиков.
- 1921 (26 декабря) — подписание предварительного межправительственного торгового соглашения.
- 1920 — 1922  — импорт потребительских товаров из Италии преобладает над экспортом.
- 1922 — 1923  — начало экспортных операций небольшими партиями: — рожь, руда, жмых, ячмень и др.
- 1923  (август) — Торговое Представительство НКВТ РСФСР было переименовано в Торговое Представительство СССР в Италии.

## Структурная часть торгпредства
Основой для юридической деятельности торгпредства с момента образования СССР стал документ от 16.08.1923 за № 7 по НКВТ:
— «Положение о торгпредствах СССР».
По данному положению торгпред получал дипломатические привилегии, а структурные части торговой миссии разделялись на:
- Регулирующая часть (осуществляла контроль монополии внешней торговли)
- Коммерческая часть:
  - Торговый отдел:
    - Экспортная секция
    - Импортная секция
    - Хлебная секция
    - Угольная секция
    - Транспортная секция

  - Финансовый отдел

Сводка по грузообороту между Советской Россией и Италией в млн. рублей:
| годы | общий экспорт | общий импорт |
| ---- | ------------- | ------------ |
| 1922 | 3.5           | 0.3          |
| 1923 | 6.3           | 0.7          |
| 1924 | 10.7          | 0.9          |

7 февраля 1924 года вслед за подписанием договора о торговле и мореплавании, а также признания СССР де-юре межгосударственный грузооборот получил значительное развитие.

## Из истории торговых отношений
Торговые отношения между СССР и Италией долгие годы шли с переменным успехом, но в конечном итоге они не смогли достичь существенного развития. Советская Россия рассчитывала закупать итальянскую технику и сельскохозяйственные машины в гораздо больших объёмах, чем могла дать ослабленная послевоенным кризисом фашистская Италия. Межгосударственный торговый оборот стал активно расти лишь с 1930 года, когда СССР начал закупать в Италии подшипники, авиационные моторы, торпеды, судовое вооружение, а также новейшие военные корабли (Крейсер Ташкент).

## Список торговых представителей
- С 1920 по 14 марта 1921 — Полномочный представитель РСФСР и одновременно торгпред в Италии — Воровский, Вацлав Вацлавович
- С 14 марта 1921 по 1922 — уполномоченный Наркомвнешторга РСФСР в Италии — Нагловский, Александр Дмитриевич.
- С 1922 по март 1923 — уполномоченный Наркомвнешторга РСФСР в Италии — Файнштейн, Абрам Самойлович[5]
- С марта 1923 — по декабрь 1924 — торговый представитель РСФСР — СССР в Италии — Горчаков, Сергей Григорьевич[6]
- С 1925 по 1926  — Юзбашев, Павел Артемьевич
- С 1926 по 1927 — Голенищев-Кутузов, Дмитрий Иванович
- С 1927 по 1928 — Доссер, Зиновий Николаевич
- С 1928 по 1929 — Ходоровский, Иосиф Исаевич
- С 1929 по 1930 — Васильев, Михаил Михайлович
- С 1929 по 1935 — Левенсон, Михаил Абрамович
- С 1935 по 1937 — Беленький, Борис Самойлович
- С 1937 по 1938 — Попов, Николай Николаевич (1891—1938)

## Судьбы советских торгпредов в Италии
К сожалению в наше время сохранилось недостаточно информации о деятельности торгпредства, долгие годы была засекречена вся её документация. Тем не менее сегодня часть документов рассекречена и находится в свободном доступе в архиве Президента РФ. Трагичны и показательны судьбы советских торгпредов в Италии:
- Воровский — убит бывшим белогвардейцем
- Нагловский — невозвращенец
- Файнштейн — был осужден на 10 лет
- Горчаков — умер за год до начала репрессий
- Юзбашев — один из немногих, кого не коснулись репрессии, умер в 1967 году
- Голенищев-Кутузов — расстрелян
- Доссер — расстрелян
- Ходоровский — расстрелян
- Васильев — умер в 1957 году
- Левинсон — расстрелян
- Беленький — расстрелян
- Попов — расстрелян